# Chironomus sydneyensis
Chironomus sydneyensis är en tvåvingeart som först beskrevs av Jean-Jacques Kieffer 1917.  Chironomus sydneyensis ingår i släktet Chironomus och familjen fjädermyggor. Inga underarter finns listade i Catalogue of Life.